# Zdan
Zdan v. Zagłoba, Kojleńczyk (Koileńczyk) – własny

## Opis herbu
Podkowę powinien mieć barkiem do góry postawioną, nad podkową bułat ostrzem do góry, rękojeścią na dół, obrócona w prawą tarczy idzie

## Najwcześniejsze wzmianki
(wzmianka o herbie występuje w herbarzu Bartosza Paprockiego)

## Herbowni
Koileńscy, Kozińscy, Duńscy, Zdanowie